# Relevo para un pistolero
Relevo para un pistolero es una película española de wéstern estrenada en 1964, dirigida por Ramón Torrado y protagonizada en los papeles principales por Alex Nicol, Luis Dávila, Silvia Solar, Laura Granados, Esperanza Roy y José Guardiola. 

## Sinopsis
"Relámpago" Harris es un forajido temido en el estado de Arizona por sus fechorías como atracador de bancos. En uno de los robos es detenido y encarcelado. Años más tarde desde Boston llega un forastero, Edwin Jackson con la intención de montar un comercio de tejidos. "Relámpago" Harris, que ha abandonado su etapa de delincuente y dirige su rancho, era amigo del difunto padre de Edwin Jackson y le ayudará a instalarse. Edwin pondrá en peligro sus negocios y su vida al defender a Anna que ha sido abofeteada por Jack Dillon. Gracias a la ayuda de Harris que le enseña su truco para disparar sin desenfundar consigue acabar con la vida de Dillon y sus secuaces. No obstante, su carácter cambia y se convierte en el nuevo matón del pueblo. Tras abusar de Carmen se enfrenta y muere a manos de "Relámpago".

## Reparto
- Alex Nicol ... "Relámpago" Harris
- Luis Dávila ... Edwin Jackson
- Silvia Solar ... Carmen González
- Laura Granados ... Anna
- Esperanza Roy	...	Edna
- Alfonso Rojas ... Charlie "4 ases"
- Rogelio Madrid ... Miguel, novio de Carmen
- Xan das Bolas	...	Recepcionista del hotel
- Francisco Sanz ... Banquero Matthews
- Rafael Albaicín ... Pancho
- Antonio Giménez Escribano	...	Don Raúl García
- José Sepúlveda ... Pat
- Josefina Serratosa ... Camarera sustituta
- Lorenzo Robledo ... Dan
- Juan Cortés
- Aldo Sambrell	...	Gordon
- Rafael Hernández ... Robert, camarero
- Hilario Flores ... Sheriff
- Eugenia Vera
- Tito García ... O'Hara
- José Villasante ... Cliente Saloon
- Antonio Orengo ... Manuel
- Manuel Lugris
- Francisco Arduras
- Agustín Bescós ... Robert, dueño del caballo
- E. Martín Peña
- José Guardiola ... Jack Dillon
- Román Ariznavarreta ... Hombre de Relámpago
- José Luis Chinchilla ... Hombre de Relámpago